# Bob de Vries
Bob de Vries (* 16. prosince 1984 Haule) je nizozemský rychlobruslař a maratónský bruslař.
Ve Světovém poháru debutoval v roce 2006. Roku 2011 se poprvé představil na světovém šampionátu a dosáhl zde největších úspěchů kariéry. Na desetikilometrové distanci získal stříbrnou medaili a ve stíhacím závodě družstev pomohl nizozemskému týmu k bronzu. V sezóně 2013/2014 zvítězil v celkovém hodnocení Světového poháru v závodech s hromadným startem. Zúčastnil se Zimních olympijských her 2018, kde v závodě na 5000 m skončil na 15. místě.
Jeho sestra Elma je rovněž rychlobruslařkou.